# Anja Troff-Schaffarzyk

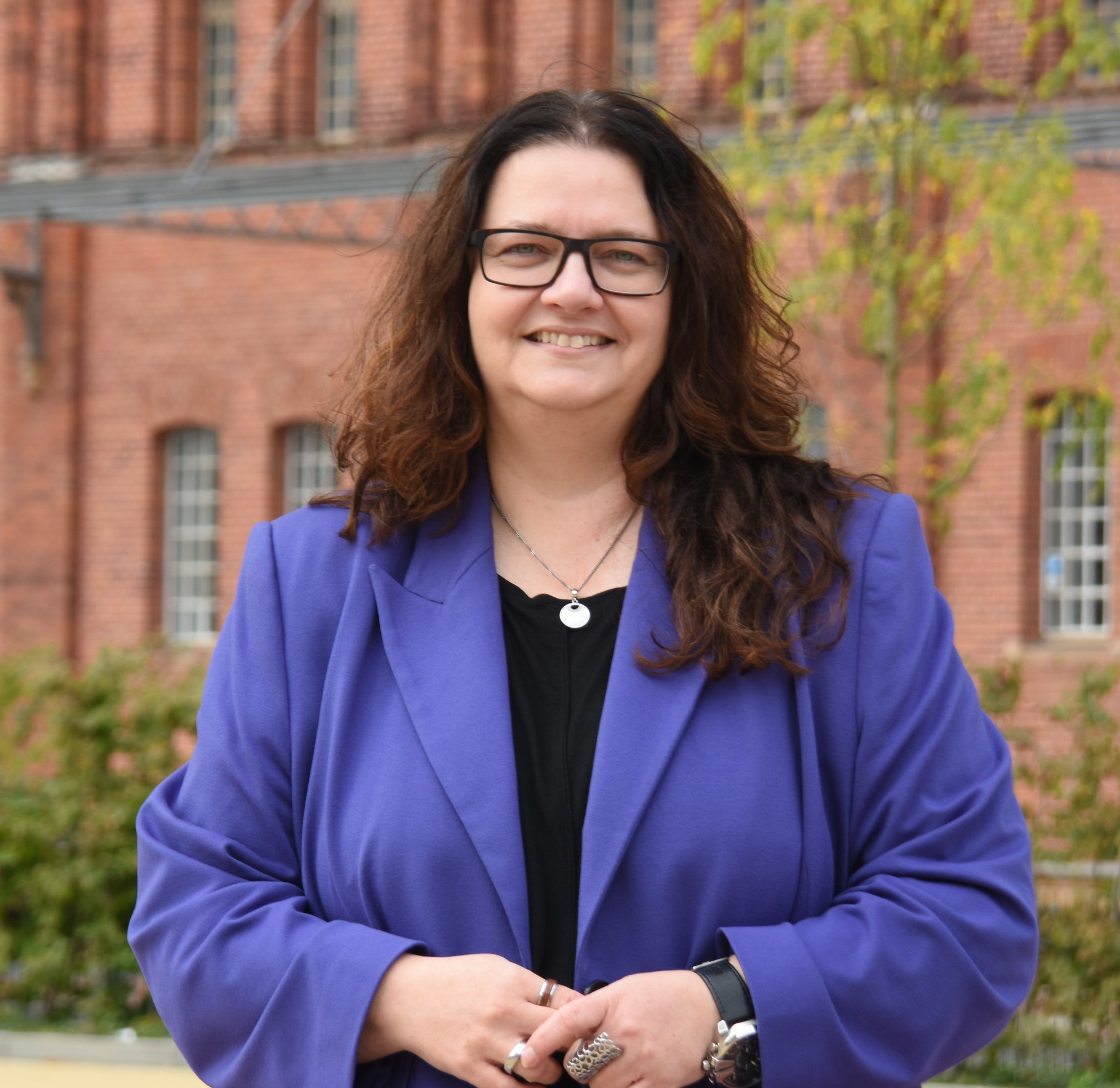
Anja Troff-Schaffarzyk, MdB

Anja Gerlinde Troff-Schaffarzyk (* 1. Oktober 1969 in Jemgum) ist eine deutsche Politikerin (SPD). Sie ist seit 2021 Mitglied des Deutschen Bundestages. 

## Leben
Troff-Schaffarzyk wurde in Jemgum geboren und wuchs dort in einer Arbeiterfamilie auf. Nach dem Besuch der Grundschule sowie der Orientierungsstufe in Jemgum wechselte Troff-Schaffarzyk auf das Teletta-Groß Gymnasium in Leer. Anschließend folgte eine Ausbildung zur Erzieherin, die sie in Münster absolvierte. Nach Abschluss der Ausbildung arbeitete sie in einem Kindergarten sowie in einem Hort in Oldenburg. Darauf folgend studierte sie Pädagogik mit dem Schwerpunkt Erwachsenen- und Weiterbildung an der Carl von Ossietzky Universität Oldenburg. Nach ihrem Studienabschluss arbeitete sie bis zum Einzug in den Deutschen Bundestag bei der EWE, wo sie seit 2006 Betriebsratsmitglied war.
Troff-Schaffarzyk lebt in der Gemeinde Uplengen im Ortsteil Hollen. Sie ist verheiratet.

## Politik
Troff-Schaffarzyk trat im Jahr 2006 in die SPD ein. Sie war Vorsitzende des Gemeindeverbandes Uplengen (seit 2020: Ortsverein Uplengen) und Fraktionsvorsitzende im Gemeinderat Uplengen. Seit 2009 hat sie verschiedene Ämter im Vorstand des SPD-Kreisverbandes Leer inne. Seit 2019 ist sie Vorsitzende des Kreisverbandes der SPD. Im gleichen Jahr wurde sie auch in den Bezirksvorstand Weser-Ems gewählt. Seit 2023 ist sie Beisitzerin im Landesvorstand der SPD Niedersachsen.
2011 wurde sie Abgeordnete des Kreistags des Landkreises Leer, dessen Präsidentin sie seit 2016 ist. Bei der Bundestagswahl 2021 trat sie im Bundestagswahlkreis Unterems als Direktkandidatin der SPD an, unterlag jedoch der CDU-Kandidatin Gitta Connemann. Troff-Schaffarzyk zog anschließend über die Landesliste der SPD Niedersachsen in den Bundestag ein.
Bei der Bundestagswahl 2025 wurde Troff-Schaffarzyk erneut in den Deutschen Bundestag gewählt.
Im 20. Deutschen Bundestag (2021–2025) war sie Mitglied des Verkehrsausschusses und des Ausschusses für Tourismus sowie Schriftführerin. Im 21. Deutschen Bundestag (seit 2025) ist sie Mitglied des Verkehrsausschusses und des Ausschusses für Landwirtschaft, Ernährung und Heimat.
Darüber hinaus ist sie Mitglied in der Arbeiterwohlfahrt, beim Sozialverband Deutschland (SoVD) sowie in verschiedenen Sportvereinen, im Ortsbürgerverein sowie bei der Gewerkschaft ver.di.